# Amir Osmanović
Amir Osmanović (Lukavac, 7 giugno 1970) è un ex calciatore bosniaco, di ruolo attaccante.

## Carriera

### Club
Osmanović ha iniziato la sua carriera professionistica nel 1989 con il FK Radnički Lukavac, dove ha giocato fino al 1991. Successivamente, si è trasferito al NK Maribor in Slovenia, militando nel club fino al 1993 e vincendo la Coppa di Slovenia nella stagione 1991-92. 
Dopo un breve ritorno al Radnički Lukavac tra il 1994 e il 1996, durante il quale ha segnato 30 gol in 33 presenze e si è laureato capocannoniere della Prva Liga NS BiH con 27 reti nella stagione 1995-96, Osmanović si è trasferito in Germania al Chemnitzer FC, dove ha giocato 45 partite segnando 11 gol tra il 1996 e il 1998.
Nel 1998 ha avuto una breve esperienza in Svizzera con il FC Winterthur, per poi trasferirsi in Cina, dove ha giocato per diversi club: Shandong Luneng (1998), Beijing Kuanli (1999), Xiamen Xiaxin (2000), Liaoning (2000) e Tianjin TEDA (2001). Durante la sua permanenza in Cina, ha ottenuto il titolo di capocannoniere della China League One nel 1999 con 15 gol segnati per il Beijing Kuanli.

### Nazionale
Il 30 novembre 1995 ha giocato la sua unica partita con la nazionale bosniaca, in un'amichevole contro l'Albania.
Nel 1995-1996 vinse la classifica dei cannonieri del campionato bosniaco con 27 reti.

## Statistiche

### Cronologia presenze e reti in nazionale
| Cronologia completa delle presenze e delle reti in nazionale ― Bosnia ed Erzegovina | Cronologia completa delle presenze e delle reti in nazionale ― Bosnia ed Erzegovina | Cronologia completa delle presenze e delle reti in nazionale ― Bosnia ed Erzegovina | Cronologia completa delle presenze e delle reti in nazionale ― Bosnia ed Erzegovina | Cronologia completa delle presenze e delle reti in nazionale ― Bosnia ed Erzegovina | Cronologia completa delle presenze e delle reti in nazionale ― Bosnia ed Erzegovina | Cronologia completa delle presenze e delle reti in nazionale ― Bosnia ed Erzegovina | Cronologia completa delle presenze e delle reti in nazionale ― Bosnia ed Erzegovina |
| Data                                                                                | Città                                                                               | In casa                                                                             | Risultato                                                                           | Ospiti                                                                              | Competizione                                                                        | Reti                                                                                | Note                                                                                |
| ----------------------------------------------------------------------------------- | ----------------------------------------------------------------------------------- | ----------------------------------------------------------------------------------- | ----------------------------------------------------------------------------------- | ----------------------------------------------------------------------------------- | ----------------------------------------------------------------------------------- | ----------------------------------------------------------------------------------- | ----------------------------------------------------------------------------------- |
| 30/11/1995                                                                          | Tirana                                                                              | Albania                                                                             | 2 – 0                                                                               | Bosnia ed Erzegovina                                                                | Amichevole                                                                          | -                                                                                   |                                                                                     |
| Totale                                                                              |                                                                                     | Presenze                                                                            | 1                                                                                   |                                                                                     | Reti                                                                                | 0                                                                                   |                                                                                     |

## Palmarès

### Club

#### Competizioni nazionali
- Coppa di Slovenia: 1

Maribor: 1991-1992

### Individuale
- Capocannoniere della Premijer Liga: 1

1995-1996 (27 reti)